# Charles Herbert Best
Charles Herbert Best (West Pembroke, 27 febbraio 1899 – Toronto, 31 marzo 1978) è stato un medico canadese coscopritore dell'insulina.

## Biografia
Nato a West Pembroke, nella Contea di Washington (Maine) figlio di Luella Fisher Best e Herbert Huestis Best. Best si spostò a Toronto (Ontario) nel 1915 dove iniziò a studiare all'Università di Toronto. Nel 1918, fu reclutato nell'esercito canadese. Dopo la guerra, conseguì la sua laurea in Fisiologia e Biochimica.
Come studente di medicina lavorò come assistente del Dott. Frederick Banting e ebbe un ruolo importante nella scoperta dell'ormone insulina, permettendo il trattamento per il diabete.
Nel 1923, il comitato per il Premio Nobel onorò Banting e J.J.R. Macleod con il Premio Nobel per la medicina per la scoperta dell'insulina, ignorando Best. Banting volontariamente condivise metà del premio monetario con Best.
Best succedette a Macleod come professore di Fisiologia all'università di Toronto nel 1929. Durante la Seconda guerra mondiale fu influente nello stabilire un programma Canadese per mettere in sicurezza e usare il siero del sangue umano. Negli ultimi suoi anni, Best divenne consulente del comitato per la ricerca medica dell'organizzazione per la salute delle Nazioni Unite.
Best sposò Margaret Hooper Mahon nel 1924, ed ebbero 2 figli.
Best è sepolto nel cimitero di Mount Pleasant, Toronto.